# Nazareno Fúnez
Nazareno Manuel Fúnez (Rosario, 6 de febrero de 2001) es un futbolista argentino. Se desempeña como delantero en el Club Atlético San Martín (San Juan) a préstamo desde Newell's Old Boys.

## Trayectoria
Formado en las divisiones inferiores de Newell's Old Boys, firma su primer contrato como profesional en octubre de 2021. Pocos meses después extendió su contrato hasta finales de 2025.
Debutó con el primer equipo el 21 de noviembre de 2021 durante el partido de Primera División perdido por 3-1 ante Arsenal de Sarandí, reemplazando a Maximiliano Comba. Su primer gol como profesional se consuma el 6 de marzo de 2022, en la victoria 4 a 0 sobre Atlético Tucumán en condición de local.
En junio de 2023 es cedido sin cargo ni opción de compra a Atlético Rafaela que transita la Primera B Nacional. Su vínculo se extendería hasta mediados de 2024.
En junio de 2024 sale nuevamente a préstamo a otro equipo de la Primera B Nacional, San Martín de San Juan. A mediados de noviembre de 2024, es intervenido quirúrgicamente por un cuadro de apendicitis aguda lo que lo lleva a perder el resto de la temporada.
A finales de 2024 consigue con el equipo el ascenso a Primera División de Argentina.

## Estadísticas
- Actualizado hasta el 17 de noviembre de 2024.

| Newell's Old Boys Argentina                                                                                  | 1.ª                 | 2021                | 5  | 0  | 0 | 0 | 0 | 0 | 0 | 0 | 0 | 5  | 0  | 0 |
| Newell's Old Boys Argentina                                                                                  | 1.ª                 | 2022                | 9  | 0  | 0 | 9 | 1 | 1 | 0 | 0 | 0 | 18 | 1  | 1 |
| Newell's Old Boys Argentina                                                                                  | 1.ª                 | 2023                | 2  | 0  | 0 | 0 | 0 | 0 | 0 | 0 | 0 | 2  | 0  | 0 |
| Newell's Old Boys Argentina                                                                                  | Total club          | Total club          | 16 | 0  | 0 | 9 | 1 | 1 | 0 | 0 | 0 | 25 | 1  | 1 |
| Atlético Rafaela Argentina                                                                                   | 2.ª                 | 2023                | 18 | 5  | 1 | 0 | 0 | 0 | 0 | 0 | 0 | 18 | 5  | 1 |
| Atlético Rafaela Argentina                                                                                   | 2.ª                 | 2024                | 20 | 4  | 0 | 0 | 0 | 0 | 0 | 0 | 0 | 20 | 4  | 0 |
| Atlético Rafaela Argentina                                                                                   | Total club          | Total club          | 38 | 9  | 1 | 0 | 0 | 0 | 0 | 0 | 0 | 38 | 9  | 1 |
| San Martín (San Juan) Argentina                                                                              | 2.ª                 | 2024                | 19 | 9  | 0 | 0 | 0 | 0 | 0 | 0 | 0 | 19 | 9  | 0 |
| San Martín (San Juan) Argentina                                                                              | Total club          | Total club          | 19 | 9  | 0 | 0 | 0 | 0 | 0 | 0 | 0 | 19 | 9  | 0 |
| Total en su carrera                                                                                          | Total en su carrera | Total en su carrera | 73 | 18 | 1 | 9 | 1 | 1 | 0 | 0 | 0 | 82 | 19 | 2 |
| (1) Incluye Copa de la Liga Profesional y Copa Argentina. (2) Incluye Copa Sudamericana y Copa Libertadores. |                     |                     |    |    |   |   |   |   |   |   |   |    |    |   |